# Live in Anaheim
Live in Anaheim är ett livealbum från 2004 av Simple Plan.

## Låtlista
| Nr | Titel                     | Version |
| -- | ------------------------- | ------- |
| 1. | "You Don't Mean Anything" | Live    |
| 2. | "The Worst Day Ever"      | Live    |
| 3. | "God Must Hate Me"        | Live    |
| 4. | "Grow Up"                 | Live    |
| 5. | "Addicted"                | Live    |
| 6. | "One Day"                 | Live    |
| 7. | "I'd Do Anything"         | Live    |
| 8. | "Perfect"                 | Live    |